# Selenops bifurcatus
Selenops bifurcatus is een spinnensoort in de taxonomische indeling van de Selenopidae.
Het dier komt voor van zuidwest Guatemala tot noordwest Costa Rica.
Het dier behoort tot het geslacht Selenops. De wetenschappelijke naam van de soort werd voor het eerst geldig gepubliceerd in 1909 door Nathan Banks.